# Antihistamínico

Estructura de una molécula antihistamínica

Un antihistamínico es un fármaco que sirve para reducir o eliminar los efectos de las alergias, que actúa bloqueando la acción de la histamina en las reacciones alérgicas, a través del bloqueo de sus receptores. La histamina es una sustancia química que se libera en el cuerpo durante las reacciones alérgicas.
Existen cuatro tipos de receptores de histamina: H1, H2, H3 y H4, aunque formalmente se reconoce como antihistamínico al antagonista de los receptores H1 (relacionados con la rinitis y con la dermatitis alérgica) y H2 (que actúa sobre la secreción de ácido clorhídrico).
Los antagonistas de los receptores H1 desempeñan un rol muy importante en inhibir los efectos de la histamina en el músculo liso, particularmente en la constricción de ellos en los ductos de la bilis y los nodos linfáticos. A nivel sistémico, inhiben vasoconstrictores que se producen cuando las células endoteliales liberan histaminas y otros vasodilatadores. También bloquean el aumento de permeabilidad capilar y la formación de edema.
Los antagonistas H1 bloquean las secreciones lacrimales, la saliva y otras, pero no las secreciones gástricas. Un efecto adverso es que las antagonistas H1 de primera generación atraviesan la barrera hematoencefálica, produciendo sueño y sopor.

## Tipos de antagonistas H1

### De primera generación
Atraviesan la barrera hematoencefálica, deprimen el sistema nervioso central (SNC), produciendo sedación y tienen acciones anticolinérgicas (disminución de reactividad del músculo liso).
Según su composición química, pueden clasificarse como:
- Etanolaminas: carbinoxamina, clemastina, dimenhidrinato, difenhidramina, doxilamina, orfenadrina
- Etilendiaminas: pirilamina, tripelenamina, cloropiramina
- Alquilaminas: maleato de clorfenamina, maleato de bromofeniramina
- Piperazinas: ciproheptadina, clorhidrato de hidroxicina, pamoato de hidroxicina, clorhidrato de ciclizina, lactato de ciclizina, clorhidrato de meclizina
- Fenotiazinas: prometazina

### De segunda generación o sin efecto sedante
Tienen poco efecto sobre el SNC al atravesar poco la barrera hematoencefálica, no tiene efectos anticolinérgicos o sedantes —no obstante, en su uso se deberá tener en cuenta la posible interacción medicamentosa con otros depresores—.
Según su composición química, pueden clasificarse como:
- alquilaminas: acrivastina
- piperazinas: cetirizina
- piperidinas: terfenadina, astemizol, clorhidrato de levocabastina, loratadina, azatadina, fenindamina, difenilpiralina, ebastina

### De tercera generación
Son metabolitos activos y enantiómeros de los de segunda generación, como la levocetirizina, la fexofenadina,
desloratadina, y en estudio se encuentra el tecastemizol (respectivamente son metabolitos de la cetirizina, terfenadina,
loratadina y astemizol).

## Usos clínicos
Los antagonistas de los receptores H1 son útiles en el tratamiento sintomático de diversas reacciones de hipersensibilidad inmediata. Además, algunos de ellos, principalmente los de primera generación, se han aprovechado para suprimir la cinetosis y lograr sedación.
En los tipos agudos de alergia su efecto se limita a los síntomas atribuibles a la histamina.
Se indican como tratamiento y prevención de la rinitis alérgica estacional. Estos fármacos alivian los estornudos, rinorrea, y el prurito de los ojos, vías respiratorias y faringe, pero no mejoran la congestión.
Los bloqueadores selectivos de receptores H2 de histamina fueron un importante hito en el tratamiento de la enfermedad ácido péptica. Antes de la disponibilidad de estos antagonistas, el cuidado estándar consistía en neutralizar el ácido gástrico, usualmente con resultados insatisfactorios. El largo historial de seguridad y eficacia de los antagonistas de receptor H2 han permitido proveerlos sin prescripción médica. Actualmente en la práctica clínica están siendo reemplazados por los inhibidores de la bomba de protones.

## Mecanismo de acción
Los antagonistas del receptor H2 inhiben la producción de ácidos mediante la unión competitiva y reversible de los receptores de histamina H2 en la membrana basolateral de las células parietales. En los Estados Unidos hay cuatro diferentes antagonistas de receptores H2, los cuales difieren principalmente en su farmacocinética y propensión a interacción con otros fármacos, estos son: cimetidina, ranitidina, famotidina y nizatidina. Pero eliminan alrededor de 60 % de la secreción gástrica durante 24 horas. Los antagonistas predominantemente inhiben la secreción de ácido basal, lo que explica su efectividad en la secreción nocturna de ácido. Debido a que el determinante principal de la curación de una úlcera es el grado de secreción nocturna de ácido, en la mayoría de los casos la terapia apropiada es la dosis nocturna de antagonistas H2. Los cuatro antagonistas de receptores H2 pueden ser administrados oralmente sin prescripción, y hay preparaciones intravenosas e inyecciones intramusculares de cimetidina, ranitidina y famotidina. Si se tiene la opción de administración oral o nasogástrica, es imposible administrar bolos intravenosos intermitentes o intubación IV continua.

### Farmacocinética
Los antagonistas H2 son rápidamente absorbidos oralmente y alcanzan concentraciones séricas máximas en el curso de 1-3 horas. La absorción puede ser estimulada con la comida o reducida con antiácidos, pero estos efectos probablemente tienen poca importancia clínica. Los niveles terapéuticos son alcanzados rápidamente después de dosis intravenosas, y se mantienen por 4-5 horas (cimetidina), 6-8 horas (ranitidina), y 10-12 horas (famotidina). Solo un pequeño porcentaje de los antagonistas se unen a proteínas. Las pequeñas cantidades de estos fármacos son metabolizados en el hígado y en caso de enfermedad hepática se debe ajustar la dosis. Estos fármacos y sus metabolitos son excretados a través del riñón mediante filtrado y secreción tubular, y es importante reducir la dosis en pacientes con compensación disminuida de creatinina. La hemodiálisis o diálisis peritoneal no purifica grandes cantidades de fármacos.

## Reacciones adversas
Habitualmente son bien tolerados produciendo escasos efectos secundarios menores. Estos incluyen: diarrea, cefaleas, somnolencia, fatiga, mialgia y estreñimiento.
Más raramente, y de manera predominante ante administración endovenosa o en ancianos, pueden presentarse efectos sobre el sistema nervioso central: confusión, excitación, delirio, alucinaciones, verborragia.
El uso prolongado de cimetidina en altas dosis disminuye el enlace de la testosterona al receptor androgénico e inhibe a los citocromos P450 que hidrolizan el estradiol (grupo CYP), generando manifestaciones clínicas: galactorrea, ginecomastia, hipospermia, etc.
Se han observado también discrasias sanguíneas.

## Interacción con otros medicamentos
Su velocidad de absorción y biodisponibilidad puede alterarse con medicamentos que inhiben la secreción gástrica. La cimetidina, al inhibir el CYP, puede aumentar la concentración de diversos medicamentos que son sustratos de estas enzimas. Los otros tres antagonistas inhiben en menor medida la CYP y prácticamente no generan interacción con otros medicamentos.

## Usos terapéuticos
Los antagonistas del receptor H2 suelen utilizarse para la curación de las úlceras gástricas y duodenales, para tratar la enfermedad por reflujo gastroesofágico no complicada y prevenir la aparición de úlceras por estrés.

## Contraindicaciones
Los antihistamínicos de primera generación nunca deben juntarse con alcohol, pues estos potencian extraordinariamente sus efectos depresores sobre el sistema nervioso central.
Aun sin tomar alcohol se aconseja no conducir o manejar maquinaria peligrosa por la considerable merma de reflejos que producen los fármacos de primera generación.
Están contraindicados en pacientes con enfermedad cardiovascular, hipertensión arterial o hipertiroidismo, por su efecto anticolinérgico, ya que producen palpitaciones y taquicardia.
Los de segunda generación, en cambio, no cruzan la barrera hematoencefálica y por lo tanto no afectan en gran medida al sistema nervioso central.